# Bad Homburg Open 2021
Bad Homburg Open 2021 byl tenisový turnaj pořádaný jako součást ženského okruhu WTA Tour, který se odehrával na otevřených travnatých dvorcích městského tenisového klubu. Probíhal mezi 14. až 20. červnem 2021 v německém lázeňském městě Bad Homburg jako úvodní ročník turnaje. 
Turnaj s rozpočtem 189 708 eur patřil do kategorie WTA 250. Představoval závěrečnou přípravu na londýnský grandslam ve Wimbledonu. Nejvýše nasazenou hráčkou ve dvouhře se stala světová dvanáctka Petra Kvitová z Česka, která prohrála v semifinále s Kerberovou.
Třináctý singlový titul na okruhu WTA Tour vybojovala Němka Angelique Kerberová. Čtyřhru ovládla chorvatsko-slovinská dvojice Darija Juraková a Andreja Klepačová, jejíž členky získaly první společnou trofej.

## Rozdělení bodů a finančních odměn

### Rozdělení bodů
| Soutěž  | vítězky | finalistky | semifinalistky | čtvrtfinalistky | 16 v kole | 32 v kole | Q  | Q2 | Q1 |
| ------- | ------- | ---------- | -------------- | --------------- | --------- | --------- | -- | -- | -- |
| dvouhra | 280     | 180        | 110            | 60              | 30        | 1         | 18 | 1  | 0  |
| čtyřhra | 280     | 180        | 110            | 60              | 1         | —         | —  | —  | —  |

### Finanční odměny
| Soutěž                                | vítězky  | finalistky | semifinalistky | čtvrtfinalistky | 16 v kole | 32 v kole | Q2      | Q1  |
| ------------------------------------- | -------- | ---------- | -------------- | --------------- | --------- | --------- | ------- | --- |
| dvouhra                               | 23 548 € | 13 224 €   | 8 144 €        | 4 677 €         | 3 653 €   | 2 682 €   | 1 995 € | 0 € |
| čtyřhra                               | 8 306 €  | 4 838 €    | 3 064 €        | 1 854 €         | 1 412 €   | —         | —       | —   |
| částky ve čtyřhře jsou uváděny na pár |          |            |                |                 |           |           |         |     |

## Ženská dvouhra

### Nasazení

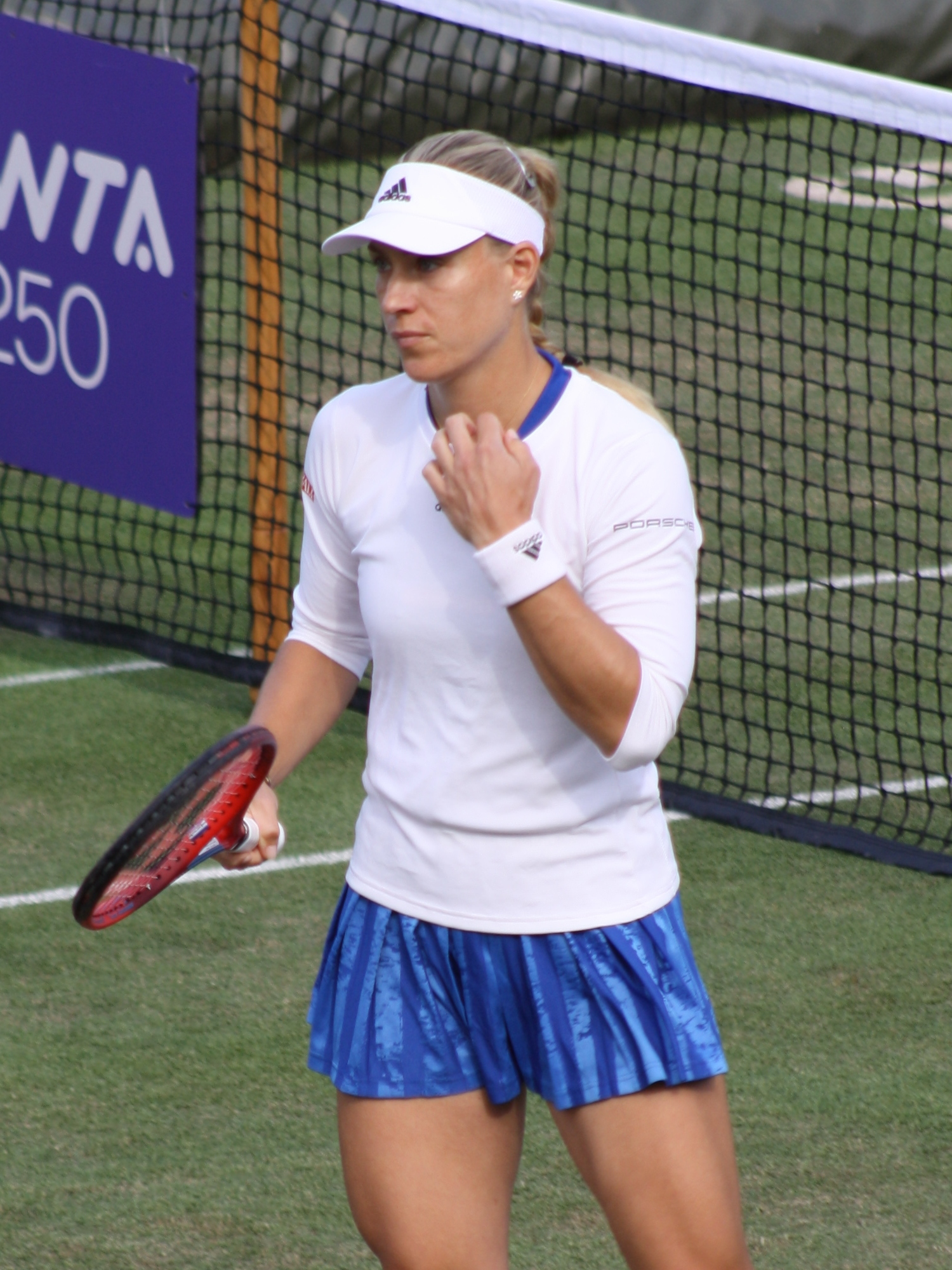
Vítězka Angelique Kerberová

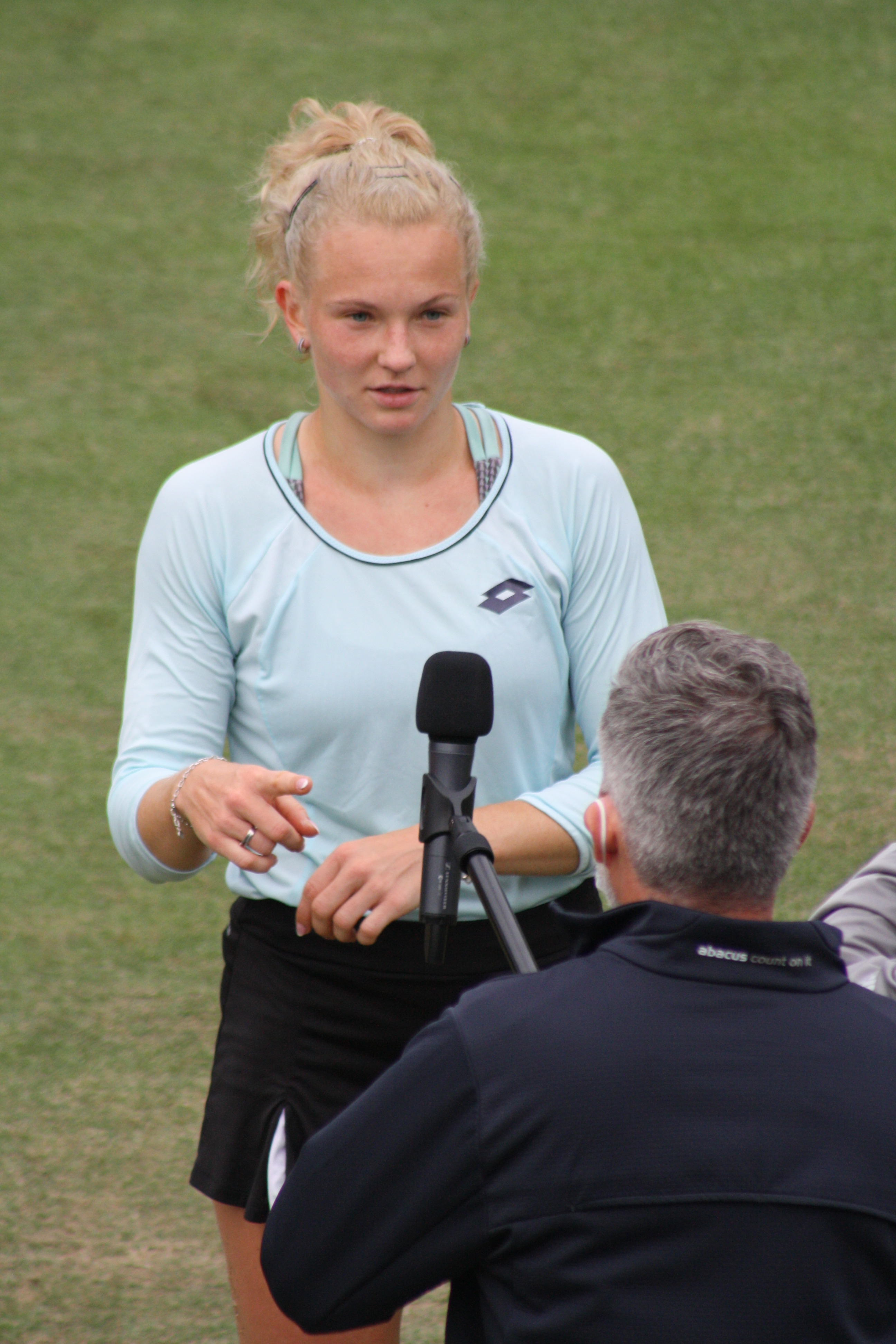
Finalistka Kateřina Siniaková

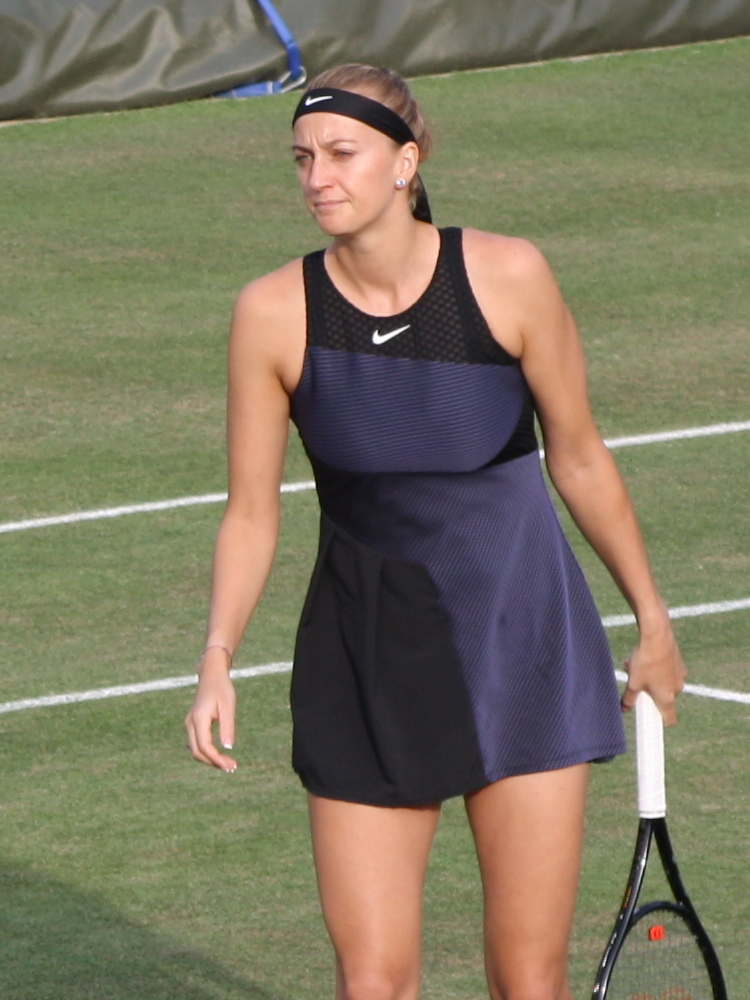
Semifinalistka Petra Kvitová

| Stát                            | Hráčka                   | WTA | Nasazení |
| ------------------------------- | ------------------------ | --- | -------- |
| Česko                           | Petra Kvitová            | 11. | 1.       |
| Bělorusko                       | Viktoria Azarenková      | 16. | 2.       |
| USA                             | Jessica Pegulaová        | 26. | 3.       |
| Německo                         | Angelique Kerberová      | 27. | 4.       |
| Argentina                       | Nadia Podoroská          | 42. | 5.       |
| Rumunsko                        | Sorana Cîrsteaová        | 45. | 6.       |
| Španělsko                       | Sara Sorribesová Tormová | 53. | 7.       |
| Německo                         | Laura Siegemundová       | 55. | 8.       |
| Žebříček WTA ke 14. červnu 2021 |                          |     |          |

### Jiné formy účasti
Následující hráčky obdržely divokou kartu do hlavní soutěže:
- Viktoria Azarenková
- Mona Barthelová
- Mara Guthová

Následující hráčky postoupily z kvalifikace:
- Julija Hatouková
- Katarzyna Piterová
- Jekatěrina Jašinová
- Anna Zajaová

Následující hráčka postoupila z kvalifikace jako tzv. šťastná poražená:
- Rija Bhatiová

### Odhlášení
před zahájením turnaje
- Irina-Camelia Beguová → nahradila ji  Andrea Petkovicová
- Jennifer Bradyová → nahradila ji  Varvara Gračovová
- Caroline Garciaová → nahradila ji  Misaki Doiová
- Barbora Krejčíková → nahradila ji  Tamara Korpatschová
- Maria Sakkariová → nahradila ji  Clara Tausonová
- Sloane Stephensová → nahradila ji  Rija Bhatiová
- Jil Teichmannová → nahradila ji  Arantxa Rusová
- Alison Van Uytvancková → nahradila ji  Martina Trevisanová

## Ženská čtyřhra

### Nasazení
| Stát                                                                        | Hráčka            | Stát       | Hráčka            | WTA  | Nasazení |
| --------------------------------------------------------------------------- | ----------------- | ---------- | ----------------- | ---- | -------- |
| Chorvatsko                                                                  | Darija Juraková   | Slovinsko  | Andreja Klepačová | 57.  | 1.       |
| Ukrajina                                                                    | Nadija Kičenoková | Rumunsko   | Raluca Olaruová   | 85.  | 2.       |
| Rusko                                                                       | Anna Blinkovová   | Nizozemsko | Arantxa Rusová    | 126. | 3.       |
| Německo                                                                     | Vivian Heisenová  | Česko      | Květa Peschkeová  | 138. | 4.       |
| Žebříček WTA ke 14. červnu 2021; číslo je součtem umístění obou členek páru |                   |            |                   |      |          |

### Jiné formy účasti
Následující pár obdržel divokou kartu do čtyřhry:
- Mara Guthová /  Julia Middendorfová

### Odhlášení
před zahájením turnaje
- Amanda Anisimovová /  Sloane Stephensová

## Přehled finále

### Ženská dvouhra
- Angelique Kerberová vs.  Kateřina Siniaková, 6–3, 6–2

### Ženská čtyřhra
- Darija Juraková /  Andreja Klepačová vs.  Nadija Kičenoková /  Ioana Raluca Olaruová, 6–3, 6–1